# Ленчицький
Ленчицький (пол. Łęczycki) — село в Польщі, у гміні Папротня Седлецького повіту Мазовецького воєводства.
Населення — 179 осіб (2011).
У 1975-1998 роках село належало до Седлецького воєводства.

## Демографія
Демографічна структура станом на 31 березня 2011 року:
|          | Загалом | Допрацездатний вік | Працездатний вік | Постпрацездатний вік |
| -------- | ------- | ------------------ | ---------------- | -------------------- |
| Чоловіки | 93      | 25                 | 51               | 17                   |
| Жінки    | 86      | 20                 | 41               | 25                   |
| Разом    | 179     | 45                 | 92               | 42                   |